# Crònica de Hustínia
La Crònica de Hustínia és una crònica russa que es va escriure al Monestir de la Santíssima Trinitat de Hustínia, a prop del poble de Priluki, a la regió de Txerníhiv, d'Ucraïna, en antic eslau oriental, un idioma semblant al que es parlava a l'antiga Rússia.
L'original no se n'ha conservat; la seua atribució roman incerta i la data d'escriptura indeterminada; sense dubte, però, és tardana (segle XVII) en relació amb la producció de cròniques. A Ershov, un dels especialistes en cròniques russes considera que la va escriure entre els 1623 i 1627 el clergue i humanista Zakharia Kopystensky. El 1670, el manuscrit, el copipa el hieromonjo de Hustínia Mikhail Lositsky. En el pròleg, el copista del Monestir de Hustínia emfasitza la importància de les tradicions històriques del poble i fomenta la difusió del coneixement històric.
És una crònica famosa del segle XVII, juntament amb la Crònica de Mgar i la Crònica dels Arxius.

## Contingut
La primera part conté fortes correspondències amb la Crònica d'Ipatiev, i la segona, que cobreix fets des del 1300 fins al 1597, destaca per la brevetat. Es diferencia d'altres cròniques russes pel sentit crític i pel seu aspecte generalista, que intenta una síntesi entre fonts seculars i religioses. És aquesta crònica la que proporciona el més detalls sobre les pràctiques paganes dels eslaus.
La Crònica cobreix la història russa des de la Rus de Kíev fins al 1597 inclòs, i s'anomena Kroyniki. L'autor hi utilitza fonts russes, poloneses, lituanes, romanes d'Orient i d'altres, fent-ne referència. Resumeix diverses cròniques poloneses escrites per Kromer i Mathias Strykowski (1582). Així, pinta un fresc històric del món eslau medieval, d'Ucraïna, el Gran Ducat de Lituània, Polònia i Turquia, esmentant les incursions dels tàrtars del Kanat de Crimea en terres russes.
La Crònica de Hustínia es tanca amb tres seccions diferenciades:
- Sobre l'origen dels cosacs;
- Sobre la introducció del nou calendari;
- Cap al començament de la Unió. Aquesta darrera secció és una denúncia potent de l'acostament d'Ucraïna al catolicisme romà i a Polònia en el moment de la Unió de Brest del 1596.